# 輸入してはならない貨物
輸入してはならない貨物とは、関税法の規定により、日本国内に輸入してはならない貨物のことである。従来は、関税定率法 に「輸入禁制品」として規定があったが、2006年6月の法改正により知的財産権を侵害している物を追加するとともに、規定が関税法に移された。

## 輸入してはならない貨物（関税法69条の11第1項）
- 一 　麻薬及び向精神薬、大麻、あへん及びけしがら並びに覚せい剤（覚醒剤取締法にいう覚せい剤原料を含む。）並びにあへん吸煙具。ただし、政府が輸入するもの及び他の法令の規定により輸入することができることとされている者が当該他の法令の定めるところにより輸入するものを除く。
- 二 　けん銃、小銃、機関銃及び砲並びにこれらの銃砲弾並びにけん銃部品。ただし、他の法令の規定により輸入することができることとされている者が当該他の法令の定めるところにより輸入するものを除く。
- 三 　爆発物（爆発物取締罰則（明治十七年太政官布告第三十二号）第一条（爆発物の使用）に規定する爆発物をいい、前号及び次号に掲げる貨物に該当するものを除く。）。ただし、他の法令の規定により輸入することができることとされている者が当該他の法令の定めるところにより輸入するものを除く。
- 四 　火薬類（火薬類取締法 （昭和二十五年法律第百四十九号）第二条第一項 （定義）に規定する火薬類をいい、第二号に掲げる貨物に該当するものを除く。）。ただし、他の法令の規定により輸入することができることとされている者が当該他の法令の定めるところにより輸入するものを除く。
- 五 　化学兵器の禁止及び特定物質の規制等に関する法律 （平成七年法律第六十五号）第二条第三項 （定義等）に規定する特定物質。ただし、条約又は他の法令の規定により輸入することができることとされている者が当該条約又は他の法令の定めるところにより輸入するものを除く。
- 五の二 感染症の予防及び感染症の患者に対する医療に関する法律 （平成十年法律第百十四号）第六条第十九項 （定義）に規定する一種病原体等及び同条第二十項 に規定する二種病原体等。ただし、他の法令の規定により輸入することができることとされている者が当該他の法令の定めるところにより輸入するものを除く。
- 六 　貨幣、紙幣若しくは銀行券印紙若しくは郵便切手（郵便切手以外の郵便に関する料金を表す証票を含む。以下この号において同じ。）又は有価証券の偽造品、変造品及び模造品（印紙の模造品にあつては印紙等模造取締法（昭和二十二年法律第百八十九号）第一条第二項の規定により財務大臣の許可を受けて輸入するものを除き、郵便切手の模造品にあつては郵便切手類模造等取締法（昭和四十七年法律第五十号）第一条第二項の規定により総務大臣の許可を受けて輸入するものを除く。）並びに不正に作られた代金若しくは料金の支払用又は預貯金の引出用のカードを構成する電磁的記録（電子的方式、磁気的方式その他の人の知覚によつては認識することができない方式で作られる記録であつて、電子計算機による情報処理の用に供されるものをいう。以下同じ。）をその構成部分とするカード（その原料となるべきカードを含む。）
- 七 　公安又は風俗を害すべき書籍、図画、彫刻物その他の物品（次号に掲げる貨物に該当するものを除く。）
- 八 　児童ポルノ（児童買春、児童ポルノに係る行為等の処罰及び児童の保護等に関する法律第二条第三項 （定義）に規定する児童ポルノをいう。）
- 九 　特許権、実用新案権、意匠権、商標権、著作権、著作隣接権、回路配置利用権又は育成者権を侵害する物品
- 十 　不正競争防止法 第二条第一項第一号から第三号まで又は第十号から第十二号まで（定義）に掲げる行為（これらの号に掲げる不正競争の区分に応じて同法第十九条第一項第一号から第五号まで、第七号又は第八号（適用除外等）に定める行為を除く。）を組成する物品

### 備考
上記のうち、一、八、九、十は同法69条の2第1項により、輸出してはならない貨物にも指定されている。

## 税関長による没収または積戻し命令（69条の11第2項）
1号から6号、9号又は10号に掲げるものが輸入されようとした場合、税関長は没収して廃棄し、又は当該貨物を輸入しようとする者にその積戻しを命ずることができる。
9号及び10号（知的財産侵害関係）の場合は、輸入してはならない貨物に係る認定手続を経なければ上記の命令を出せない。また、権利者は税関長に対し、その侵害の事実を疎明するために必要な証拠を提出し、当該貨物が輸入されようとする場合は当該貨物について認定手続を執るべきことを申し立てることができる。

## 輸入してはならない貨物に該当する旨の通知（69条の11第3項）
7号及び8号（ポルノ等）については、表現の自由との関連から、7号または8号に該当すると認めるのに相当な理由があるときに限り、輸入してはならない貨物に該当する旨の通知を出せるにとどまり、所有者は自分の意思で廃棄するなり外国に積み戻すなりしなければならない。もっとも、保税地域から当該貨物を引き取ることはできないのは、当然である。

## 不服審査・訴訟
関税に関する法律による税関長（税関支署長その他の税関官署の長も含む）の処分に対し異議がある場合は、税関長に対し処分があったことが知った日の翌日から3月以内に税関長に再調査の請求をし、又は財務大臣に対し審査請求ができる。
税関長に再調査の請求をした場合は、再調査の決定から1月以内においても審査請求できる。行政不服審査法の改正までは、税関長への異議申立てを経ないと審査請求ができなかったがこの制限は廃止され、再調査の請求と審査請求を選択することができる。
関税法又は他の関税に関する法律の規定による財務大臣又は税関長の処分について審査請求があつたときは、審査請求人から諮問を希望しない旨の申しであるとき等を除き、財務大臣は関税等不服審査会に諮問しなければならない。
そして、69条の11第3項の通知に対する取消しの訴えは、通知についての審査請求に対する裁決を経た後でなければ、提起することができない（もっとも、行政事件訴訟法上の例外はある）。

## 罰則
- 1号から6号（銃、麻薬など）を輸入した場合（未遂も処罰）　7年以下の懲役若しくは3000万円以下の罰金又は併科
  - 前各号に掲げる貨物の輸入予備罪　5年以下の懲役若しくは3000万円以下の罰金又は併科
- 7号から10号（わいせつ物、知的財産権侵害物など）を輸入した場合（未遂も処罰）　7年以下の懲役若しくは700万円以下の罰金又は併科
  - 前各号に掲げる貨物の輸入予備罪　5年以下の懲役若しくは500万円以下の罰金又は併科
- 輸入の目的以外で本邦に到着した1号から4号、5号の2及び6号に掲げる貨物を保税地域に置いたり、外国貨物のまま運送（積卸しを含む。）した場合（未遂も処罰）　7年以下の懲役若しくは700万円以下の罰金又は併科
  - 同予備　5年以下の懲役若しくは500万円以下の罰金又は併科
- 法人及び人格のない社団等についても罰金刑を科す（両罰規定）
- 犯罪貨物は原則として没収され、没収できない場合は追徴される